# كونستانس كيز
كونستانس كيز (بالإنجليزية: Constance Keys)‏ هي ممرضة أسترالية، ولدت في 30 أكتوبر 1886، وتوفيت في 17 مارس 1964.